# Conflitti sino-olandesi
I conflitti sino-olandesi furono una lunga guerra durata oltre cinquant'anni tra le armate della Compagnia olandese delle Indie orientali e l'Impero cinese della dinastia Ming. Gli olandesi intendevano costringere la Cina a piegarsi ai loro accordi commerciali, ma i cinesi opposero estrema resistenza con le loro forze.

## La guerra

### Anni 1620
La Compagnia olandese delle Indie orientali utilizzò il proprio potere militare nel tentativo di costringere la Cina ad aprire il porto di Fujian al loro commercio. Gli olandesi inoltre richiesero che la Cina espellesse i portoghesi da Macao (nel contempo gli olandesi stavano combattendo la guerra olandese-portoghese). Gli olandesi razziarono le navi cinesi a partire dal 1618 e presero delle giunche in ostaggio per costringere la Cina a cedere alle loro richieste. Tutte queste azioni non ebbero il successo sperato.
Gli olandesi vennero sconfitti dai portoghesi nella battaglia di Macao del 1622. In quello stesso anno, gli olandesi assediarono Penghu (l'Isola dei Pescatori), costruendovi un forte e continuando a chiedere alla Cina di aprire il porto di Fujian al commercio con l'Olanda. La Cina si rifiutò, ed il governatore cinese di Fujian (Fukien) Shang Zhouzuo (Shang Chou-tso) chiese invece che gli olandesi si ritirassero dall'isola dei Pescatori verso Formosa (Taiwan), dove i cinesi avrebbero permesso loro di commerciare. Questo portò a una guerra tra gli olandesi e la Cina tra il 1622 ed il 1624 che si concluse con la vittoria della Cina ed il ritiro degli olandesi a Taiwan, oltre all'abbandono dell'isola dei Pescatori.
Gli olandesi continuarono ad ogni modo a minacciare che la Cina avrebbe dovuto affrontare dei raids olandesi in caso di mancata apertura dei porti locali al commercio con l'Olanda, aggiungendo che la Cina avrebbe dovuto commerciare unicamente con Batavia, col Siam e con la Cambogia e non con Manila, per non favorire gli spagnoli nelle Filippine. Ad ogni modo, gli olandesi scoprirono che, a differenza di altri regni del sudest asiatico, la Cina non poteva essere intimidita facilmente. Dopo che Shang ebbe ordinato il ritiro delle truppe da Taiwan il 29 settembre 1622, gli olandesi razziarono Amoy nei mesi di ottobre e novembre. Gli olandesi intendevano "indurre i cinesi a commerciare con la forza o con la paura" razziando Fujian e le navi cinesi provenienti dall'isola dei Pescatori. Una lunga fila di batterie d'artiglieria venne eretta ad Amoy nel marzo del 1622 per merito del colonnello Li Kung-hwa come difesa contro gli olandesi.
Al tentativo degli olandesi nel 1623 di forzare la Cina ad aprire il proprio porto, cinque navi della Compagnia olandese delle Indie orientali vennero inviate a Liu-ao, ma la missione si concluse in un fallimento per gli olandesi, con molti marinai fatti prigionieri e la perdita di una delle loro navi. In risposta gli olandesi iniziarono a far prigionieri dei soldati cinesi per utilizzarli ai lavori forzati e rafforzarono la guarnigione di Penghu con cinque altre navi oltre alle sei già presenti. Il governatore di Fujian Nan Juyi (Nan Chü-yi) ottenne il permesso dal governo centrale cinese di iniziare i preparativi per l'attacco alle forze olandesi nel luglio del 1623. Un raid olandese venne sconfitto dai cinesi ad Amoy nell'ottobre 1623, coi cinesi che furono in grado di catturare il comandante olandese Christian Francs e bruciarono una delle navi nemiche. Yu Zigao iniziò un'offensiva nel febbraio del 1624 con delle navi da guerra e truppe contro gli olandesi a Penghu con l'intento di espellerli dal posto.
L'offensiva cinese raggiunse il forte olandese il 30 luglio 1624 con 5 000 soldati cinesi (secondo altre fonti 10 000) e 40-50 navi da guerra al comando di Yu e del generale Wang Mengxiong, circondando il forte comandato da Marten Sonck, e gli olandesi vennero costretti a chiedere la pace il 3 agosto ed a sottomettersi alle richieste dei cinesi di ritirarsi da Penghu a Taiwan. Gli olandesi ammisero che il loro tentativo di costringere la Cina con la forza militare a commerciare con loro poteva dirsi fallito con l'abbandono di Penghu. Alle celebrazioni per la vittoria dei cinesi sui "barbari dalla barba rossa" come erano chiamati localmente gli olandesi, Nan Juyi portò in parata dodici soldati olandesi catturati come prigionieri e li pose d'innanzi all'imperatore a Pechino. Gli olandesi, sull'altro fronte, non erano in grado di capacitarsi come la loro violenza non avesse minimamente intimidito i cinesi.

### Anni 1630
Dopo la sconfitta olandese e l'espulsione dei soldati dall'isola dei Pescatori nel 1622-1624, le coste della Cina potevano dirsi completamente sgombre dei loro nemici. I pirati Liu Xiang e Li Guozhu si unirono quindi agli olandesi e per un periodo di tempo sembrò quasi che gli olandesi fossero a capo di un'organizzazione piratesca internazionale che operava ovviamente lungo le coste e a danno della Cina: la flotta dei pirati constava di almeno 41 giunche con 450 pirati a bordo. Ad ogni modo anche questi vennero sconfitti pesantemente dalle forze regolari cinesi al comando dell'ammiraglio Zheng Zhilong nella Battaglia della baia di Liaoluo del 1633. Wills, 2010, p.71 I cinesi utilizzavano delle navi incendiarie per distruggere le navi da guerra olandesi.

### Anni 1660 e 1670
Nel 1662 gli olandesi vennero sconfitti e ricacciati nuovamente a Taiwan con l'assedio di Fort Zeelandia, da parte dele forze cinesi comandate da Zheng Chenggong (Koxinga). Gli olandesi fecero razzie di diverse reliquie e uccisero i monaci del complesso buddista di Putuoshan nelle isole Zhoushan nel 1655 nel corso di questi scontri.
Le forze di Zheng Jing catturarono inoltre e giustiziarono 34 marinai olandesi a bordo di una nave mercantile, e altri otto annegarono; razziarono ed affondarono quindi il vascello olandese nel 1672 a nordest di Taiwan. Solo 21 marinai olandesi riuscirono a fuggire in Giappone. La nave si stava portando da Nagasaki a Batavia per una missione commerciale.